# イル (オート＝ヴィエンヌ県)
イル （Isle、オック語:Isla）は、フランス、ヌーヴェル＝アキテーヌ地域圏、オート＝ヴィエンヌ県のコミューン。

## 地理
イルはリモージュ都市単位に含まれる町で、ヴィエンヌ川の右岸にあり、川を挟んで対岸のコンダ＝シュル＝ヴィエンヌと向かい合う。ペリグーへ向かう道の途上に位置する。リモージュに最も近い都市となる。したがって、イルの市庁舎からリモージュの市庁舎への直線距離は約3.5kmと近い。イルはリモージュから南西に位置している。コミューンはまた、北から西へ流れるヴィエンヌ川支流オランス川と隣接している。多くの道がコミューンとの往来を提供するが、特にリモージュからペリグー方面へ向かうRN21号線道路が知られる。

## 由来
地名は、ラテン語で島を意味するinsulaに由来する。

## 歴史

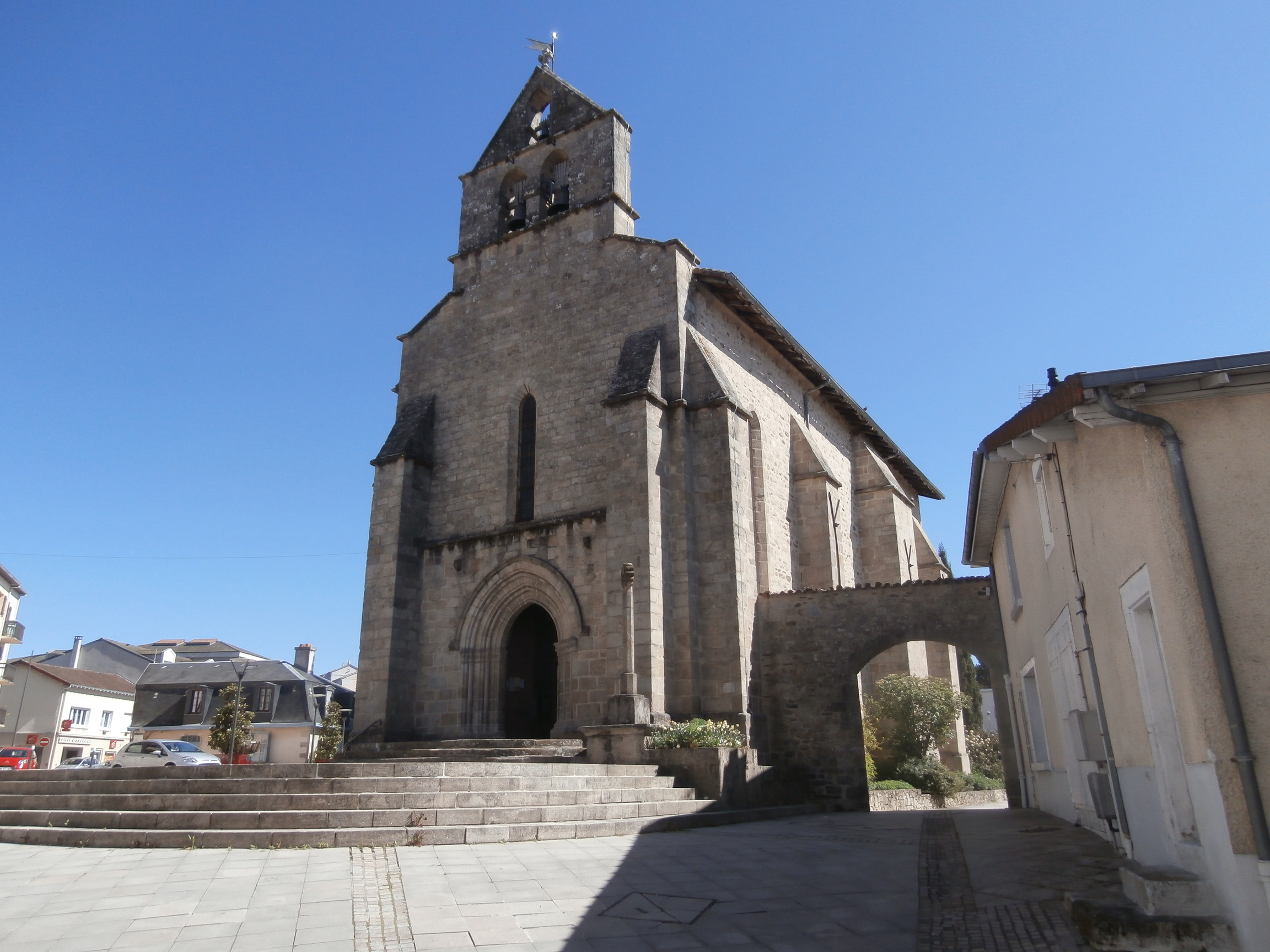
サン・マルタン教区教会

イルは、リモージュ司教に属する聖職者領であった。教会に隣接した司教のシャトーは、革命の間に破壊された。
革命の間、教区がコミューンとなった。1792年には、ヴィエンヌ川南側にあった面積の一部からコミューンのボズミー＝レギュイユが創設され、コミューン面積の1/4を失った。
マス・ド・ロランス集落とメリニャック集落にあった学校は、1993年に閉校となった。

## 人口統計
2016年時点のコミューン人口は7613人で、2011年時点の人口より1.4%増加した。
| 1962年 | 1968年 | 1975年 | 1982年 | 1990年 | 1999年 | 2006年 | 2016年 |
| ------ | ------ | ------ | ------ | ------ | ------ | ------ | ------ |
| 2961   | 4790   | 5808   | 6863   | 7292   | 7691   | 7547   | 7613   |

参照元:1962年から1999年までは複数コミューンに住所登録をする者の重複分を除いたもの。それ以降は当該コミューンの人口統計によるもの。1999年までEHESS/Cassini、2006年以降INSEE

## 史跡
- サン・マルタン教会 - 13世紀。歴史的記念物[7]

## 姉妹都市
- グンツェンハウゼン、ドイツ